# Fiorenza Bassoli
Fiorenza Bassoli (Reggiolo, 9 agosto 1948 – Milano, 5 luglio 2020) è stata una politica italiana.

## Biografia
È stata assessore alla pubblica istruzione nella giunta comunale di Sesto San Giovanni, quindi consigliere provinciale di Milano e sindaco di Sesto San Giovanni dal 1985 fino al 1994.
Si candida alle elezioni regionali in Lombardia del 1995 col PDS venendo eletta nella circoscrizione di Milano come prima degli eletti in consiglio regionale della Lombardia, venendo poi rieletta alle regionali Lombarde del 2000 nel medesimo collegio, dove assunse anche il ruolo di vicepresidente del Consiglio Regionale.
È stata senatrice della Repubblica nel 2006 per la XV e poi nel 2008 per la XVI legislatura. Ricandidata al Senato alle elezioni politiche del 2013, non risulta eletta.
Muore il 5 luglio del 2020 all'età di 71 anni.